# Aleksandra Zbroja
Aleksandra Zbroja (ur. 1986) – polska reportażystka i eseistka nominowana do Nagrody Literackiej Nike.
Absolwentka historii sztuki na Uniwersytecie Warszawskim oraz Polskiej Szkoły Reportażu. Publikuje w magazynie „Duży Format”.
Członkini Unii Literackiej.

## Publikacje
- A co wyście myślały. Spotkania z kobietami z mazowieckich wsi (Wydawnictwo Poznańskie, 2019), wspólnie z Agnieszką Pajączkowską[3]
- Mireczek. Patoopowieść o moim ojcu (Wydawnictwo Agora, 2021)

## Nagrody i wyróżnienia
- Nagroda „Odkrycie Empiku” 2021 w kategorii literatura za esej Mireczek. Patoopowieść o moim ojcu[4]
- nominacja do Nagrody Literackiej im. Witolda Gombrowicza 2022 za esej Mireczek. Patoopowieść o moim ojcu[5]
- nominacja do Nagrody Literackiej Nike 2022 za esej Mireczek. Patoopowieść o moim ojcu[6]